# Домашний чемпионат Великобритании 1951/1952
Домашний чемпионат Великобритании 1951/52 (англ. 1951–52 British Home Championship) — пятьдесят седьмой розыгрыш Домашнего чемпионата, футбольного турнира с участием сборных четырёх стран Великобритании (Англии, Шотландии, Уэльса и Северной Ирландии). Победу в турнире одержали сборные Уэльса и Англии, набравшие равное количество очков.
Турнир начался 6 октября 1951 года в Белфасте, когда сборная Северной Ирландии проиграла сборной Шотландии со счётом 0:3. 20 октября сборная Уэльса в Кардиффе сыграла вничью со сборной Англии. 14 ноября Шотландия в Глазго уступила Уэльсу со счётом 0:1, а Англия в Бирмингеме обыграла Северную Ирландию. 19 марта 1952 года Уэльс в Суонси разгромил Северную Ирландию со счётом 3:0. 5 апреля Шотландия в Глазго проиграла Англии со счётом 1:2. Таким образом, англичане сравнялись с валлийцами по набранным очкам и «разделили» победу в турнире между собой (дополнительные показатели типа разницы голов тогда ещё не использовались).

## Турнирная таблица
| Поз | Команда           | И | В | Н | П | МЗ | МП | РМ | О |
| --- | ----------------- | - | - | - | - | -- | -- | -- | - |
| 1   | Уэльс (Ч)         | 3 | 2 | 1 | 0 | 5  | 1  | +4 | 5 |
| 1   | Англия (Ч)        | 3 | 2 | 1 | 0 | 5  | 2  | +3 | 5 |
| 3   | Шотландия         | 3 | 1 | 0 | 2 | 4  | 3  | +1 | 2 |
| 4   | Северная Ирландия | 3 | 0 | 0 | 3 | 0  | 8  | −8 | 0 |

## Результаты матчей
| Северная Ирландия | 0:3     | Шотландия                    |
| ----------------- | ------- | ---------------------------- |
|                   | (отчёт) | - Орр 32′ - Джонстон 44′ 62′ |

| Уэльс     | 1:1     | Англия   |
| --------- | ------- | -------- |
| Фоулкс 3′ | (отчёт) | Бейли 6′ |

| Шотландия | 0:1     | Уэльс       |
| --------- | ------- | ----------- |
|           | (отчёт) | Оллчерч 89′ |

| Англия           | 2:0     | Северная Ирландия |
| ---------------- | ------- | ----------------- |
| Лофтхаус 40′ 83′ | (отчёт) |                   |

| Уэльс                                        | 3:0     | Северная Ирландия |
| -------------------------------------------- | ------- | ----------------- |
| - Барнс 55′ (пен.) - Оллчерч 87′ - Кларк 90′ | (отчёт) |                   |

| Шотландия  | 1:2     | Англия        |
| ---------- | ------- | ------------- |
| Райлли 75′ | (отчёт) | Пирсон 8′ 44′ |

## Победитель
| Победитель Домашнего чемпионата 1951/52 |
| Уэльс Девятый титул                     |

| Победитель Домашнего чемпионата 1951/52 |
| Англия Тридцатый титул                  |

## Бомбардиры
- 2 гола
  -  Нэт Лофтхаус
  -  Стэн Пирсон
  -  Айвор Оллчерч
  -  Бобби Джонстон